# Gabriele Kötschau
Gabriele Kötschau geb. Bögelsack (* 19. Juli 1950 in Berlin) ist eine deutsche Politikerin (SPD). In den Jahren 1996 bis 2005 war sie Zweite Vizepräsidentin des Landtages von Schleswig-Holstein.

## Werdegang
Nach dem Abitur studierte Kötschau an der Freien Universität Berlin und der Christian-Albrechts-Universität zu Kiel Rechtswissenschaft und im Nebenfach Russistik. Im Jahr 1973 bestand sie das Erste Juristische Staatsexamen. Nach dem Referendariat und der Assessorprüfung (1977) war sie Rechtsanwältin in Flensburg. Die Freie Universität Berlin promovierte sie im Jahr 1981 zur Dr. iur.
In den Jahren 2005 bis 2010 war sie Direktorin des Sekretariats des Ostseerates (CBSS). Von 2011 bis 2016 war sie die Leiterin der Vertretung der Handelskammer Hamburg in Sankt Petersburg. Seither betreibt sie das Beratungsunternehmen Wirtschaftskooperationen West-Ost.
Gabriele Kötschau ist verheiratet mit einem Rechtsanwalt und Notar und hat zwei Kinder.

## Abgeordnete
Kötschau trat im Jahr 1972 in die SPD ein und war von 1994 bis 2000 Vorsitzende des SPD-Kreisverbandes Schleswig-Flensburg.
In den Jahren 1988 bis 2005 war sie Mitglied des Landtages von Schleswig-Holstein. Dort gehörte sie von 1992 bis 1996 als Beisitzerin dem Vorstand der SPD-Landtagsfraktion an. In jener Zeit war sie auch Vorsitzende des Innen- und Rechtsausschusses. Am 23. April 1996 wurde sie zur Zweiten Landtagsvizepräsidentin gewählt.
Kötschau ist im Jahr 1996 über die Landesliste und sonst stets als direkt gewählte Abgeordnete des Wahlkreises Flensburg-Land in den Landtag eingezogen.